# Harold Victor Lewis
Harold Victor Lewis, britanski general, * 1887, † 1945.